# Zan TV
Zan TV („Zan“ ist das Farsi-Wort für „Frau“) ist ein Fernsehsender in Afghanistan und der erste Sender, welcher sich „Frauenthemen“ widmet. Gegründet wurde der Sender von Hamid Samar, einem afghanischen Unternehmer, als er versuchte, einen Moderator für einen Lokalsender in der Provinz Nangarhar einzustellen. Jedoch sollen sich fast nur Frauen auf die Stelle gemeldet haben. Der Sender sendet von sechs Uhr morgens bis 24 Uhr. Das Personal besteht vorwiegend aus Frauen, allerdings werden technische Stellen von Männern besetzt, da technische Ausbildungen für Frauen lange schwerer zugänglich waren.
Im Programm des Senders sind Nachrichten, Talkshows, Dokumentationen, Features und Kochsendungen. Die Themen unterscheiden sich deutlich von denen der von Männern dominierten Sender des Landes. Mit Berichten über Islam und Feminismus, Gewalt gegen Frauen, Vergewaltigungen und Straflosigkeit, Benachteiligung von Frauen in politischen und ökonomischen Kontexten, die Vor- und Nachteile von Tinder, Menstruationsprobleme und Sex bricht Zan TV Tabus der afghanischen Gesellschaft. Die Journalistinnen wollen ihren Zuschauerinnen ein Bewusstsein für ihre Rechte vermitteln, ihnen Zugang zu Frauen anderer Regionen und Religionen geben und die Bildung fördern.
Der Sender verfügt über zwei kleine Studios mit einigen Sitzplätzen für Livepublikum. 42 Frauen zwischen 22 und 29 Jahren arbeiteten 2020 bei Zan TV, mehr als die Hälfte von ihnen studierte noch.
Nachdem die Taliban ganz Afghanistan erobert hat (siehe Vormarsch der Taliban in Afghanistan 2021) verschärften die Extremisten die Medienregeln. Unter Protest sendet Zan TV weiter.